# رقابت (زیست‌شناسی)

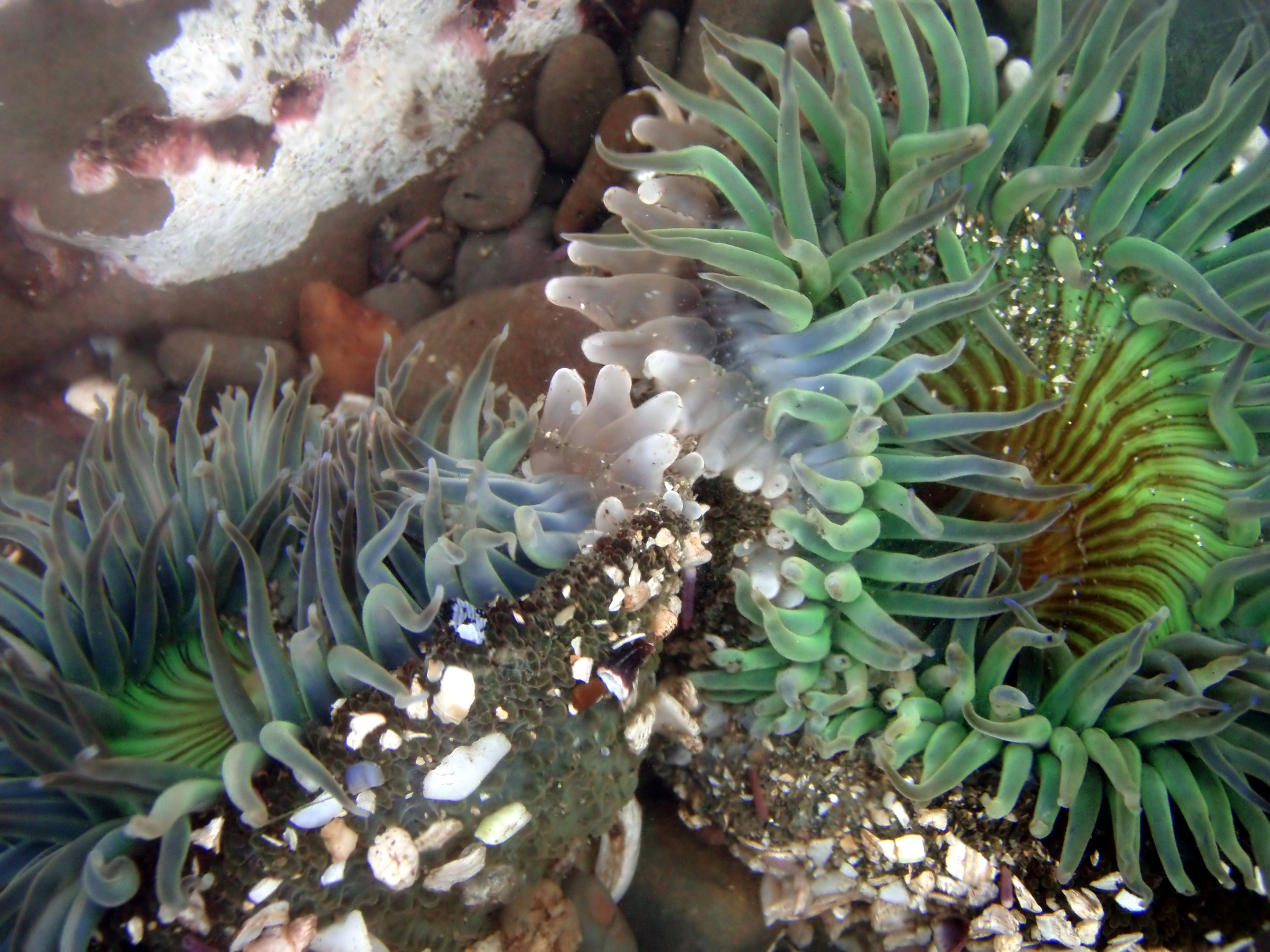
شقایق‌های دریایی در استخرهای کشندی (جزرومدی) بر سر قلمرو رقابت می‌کنند

رقابت یا برتری‌جویی (به انگلیسی: Competition) برهم‌کنشی بین جانداران یا گونه‌ها است که در آن هر دو به منبعی نیاز دارند که عرضه محدودی دارد (مانند غذا، آب یا قلمرو). رقابت سازواری هر دو جاندار درگیر را کاهش می‌دهد، زیرا حضور یکی از جانداران همیشه میزان منابع موجود برای دیگری را کاهش می‌دهد.
در مطالعه بوم‌شناسی جامعه، رقابت درون و برون اعضای یک گونه یک برهم‌کنش زیست‌شناختی مهم است. رقابت یکی از چندین عامل زیستی و غیرزیستی متقابل است که بر ساختار جامعه، تنوع گونه‌ها و پویایی جمعیت (تغییر جمعیت در طول زمان) تأثیر می‌گذارد.

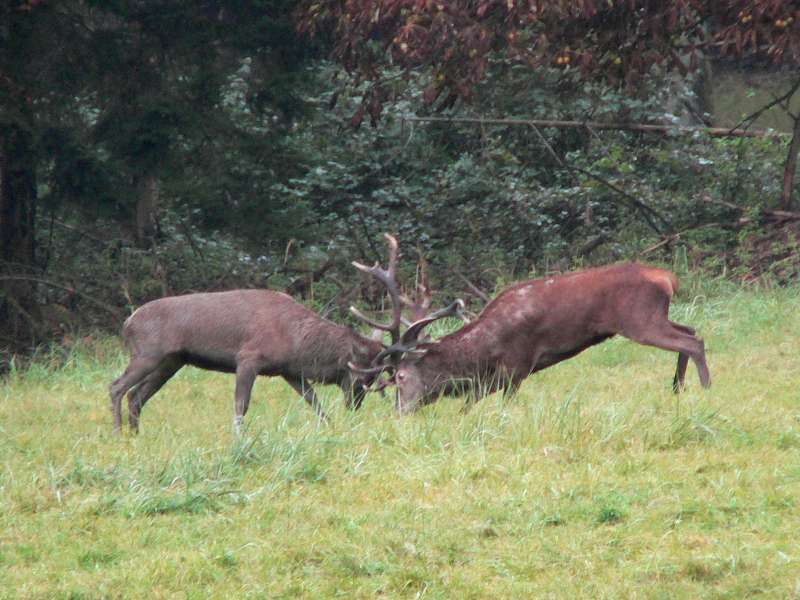
رقابت نرها در گوزن قرمز در طول پوسیدگی نمونه‌ای از رقابت درونی در یک گونه است.

- رقابت مداخله‌ای (Interference competition)
- رقابت بهره‌برداری (Exploitation competition)
- رقابت آشکار (Apparent competition)
  - رقابت آشکار و کنام واقعی
  - رقابت آشکار نامتقارن
  - رقابت آشکار در میکروبیوم انسان
- رقابت اندازه نامتقارن (Size-asymmetric competition)
- درون و برون گونه‌ها
  - درون گونه‌ای (Intraspecific)
  - برون‌گونه‌ای (Interspecific)

## راهبردهای فرگشتی

۱: گونه کوچک‌تر (زرد رنگ) پرنده در سراسر درخت غذایابی می‌کند. 2: یک گونه بزرگ‌تر (قرمز) برای منابع رقابت می‌کند. 3: قرمز در وسط برای منابع فراوان‌تر چیره است. زرد با کنام جدید سازگار می‌شود و از رقابت پرهیز می‌کند.

- اصل طرد (حذف) رقابتی

- جابجایی صفت